# Pierre Parmentier-Gilbert
Pierre Parmentier-Gilbert, kortweg Pierre Parmentier, (Sint-Joost-ten-Node, 29 maart 1845 - Brussel, 10 januari 1918) was een Belgisch senator.

## Levensloop
Pierre Parmentier-Gilbert was beroepshalve eigenaar en aannemer. Hij was verantwoordelijk voor de bouw van een aantal neoclassicistische burgerwoningen in Schaarbeek.
Daarnaast was hij actief als voorzitter van de Katholieke Kring van Schaarbeek. Bij de verkiezingen van 1900 werd hij verkozen tot plaatsvervangend senator in het arrondissement Brussel. Na het ontslag van senator Edmond Goethals werd Parmentier-Gilbert op 15 maart 1904 beëdigd als lid van de Senaat. Hij bleef dit ambt echter korte tijd uitoefenen: bij de verkiezingen van 29 mei 1904 werd hij niet herkozen.